# 軍水町
軍水町（ぐんすいちょう）は、愛知県名古屋市瑞穂区の地名。現行行政地名は軍水町1丁目から軍水町3丁目。住居表示未実施地域。

## 地理
名古屋市瑞穂区南端部に位置する。東は関取町、西は釜塚町、南は南区、北は片坂町・仁所町・丸根町に接する。

## 歴史
江戸期まで愛知郡中根村であった地域の一部にあたる。軍水町3丁目（旧・弥富町字西屋敷）から銅鐸が発見されたことが知られており、「中根銅鐸」と呼ばれている。

### 町名の由来
弥富町の小字名「軍水」による。付近に所在した中根城在の武士が、城の西方に位置する当地に井戸を開鑿して使用していたことによるという。

### 行政区画の変遷
- 1952年（昭和27年）9月1日 - 瑞穂区弥富町字片坂・軍水・西屋敷・関取・菱池の各一部により、同区軍水町1～3丁目として成立[1]。

## 世帯数と人口
2019年（平成31年）3月1日現在の世帯数と人口は以下の通りである。
| 町丁   | 世帯数  | 人口    |
| ------ | ------- | ------- |
| 軍水町 | 582世帯 | 1,317人 |

### 人口の変遷
国勢調査による人口の推移
| 1955年（昭和30年） | 702人   | [ 9 ]  |  |
| 1960年（昭和35年） | 966人   | [ 10 ] |  |
| 1965年（昭和40年） | 1,139人 | [ 10 ] |  |
| 1970年（昭和45年） | 1,310人 | [ 11 ] |  |
| 1975年（昭和50年） | 1,353人 | [ 11 ] |  |
| 1980年（昭和55年） | 1,235人 | [ 12 ] |  |
| 1985年（昭和60年） | 1,443人 | [ 12 ] |  |
| 1990年（平成2年）  | 1,555人 | [ 13 ] |  |
| 1995年（平成7年）  | 1,566人 | [ 14 ] |  |
| 2000年（平成12年） | 1,500人 | [ 15 ] |  |
| 2005年（平成17年） | 1,426人 | [ 16 ] |  |
| 2010年（平成22年） | 1,374人 | [ 17 ] |  |

## 学区
市立小・中学校に通う場合、学校等は以下の通りとなる。また、公立高等学校に通う場合の学区は以下の通りとなる。なお、小学校は学校選択制度を導入しておらず、番毎で各学校に指定されている。
| 丁目        | 小学校                                    | 中学校               | 高等学校 |
| ----------- | ----------------------------------------- | -------------------- | -------- |
| 軍水町1丁目 | 名古屋市立弥富小学校 名古屋市立中根小学校 | 名古屋市立萩山中学校 | 尾張学区 |
| 軍水町2丁目 | 名古屋市立中根小学校                      | 名古屋市立萩山中学校 | 尾張学区 |
| 軍水町3丁目 | 名古屋市立中根小学校                      | 名古屋市立萩山中学校 | 尾張学区 |

## 交通
- 銅鐸の道[20]

## 施設
- 西八幡社[20]
- 曹洞宗宝蔵寺[20]
- 軍水保育園

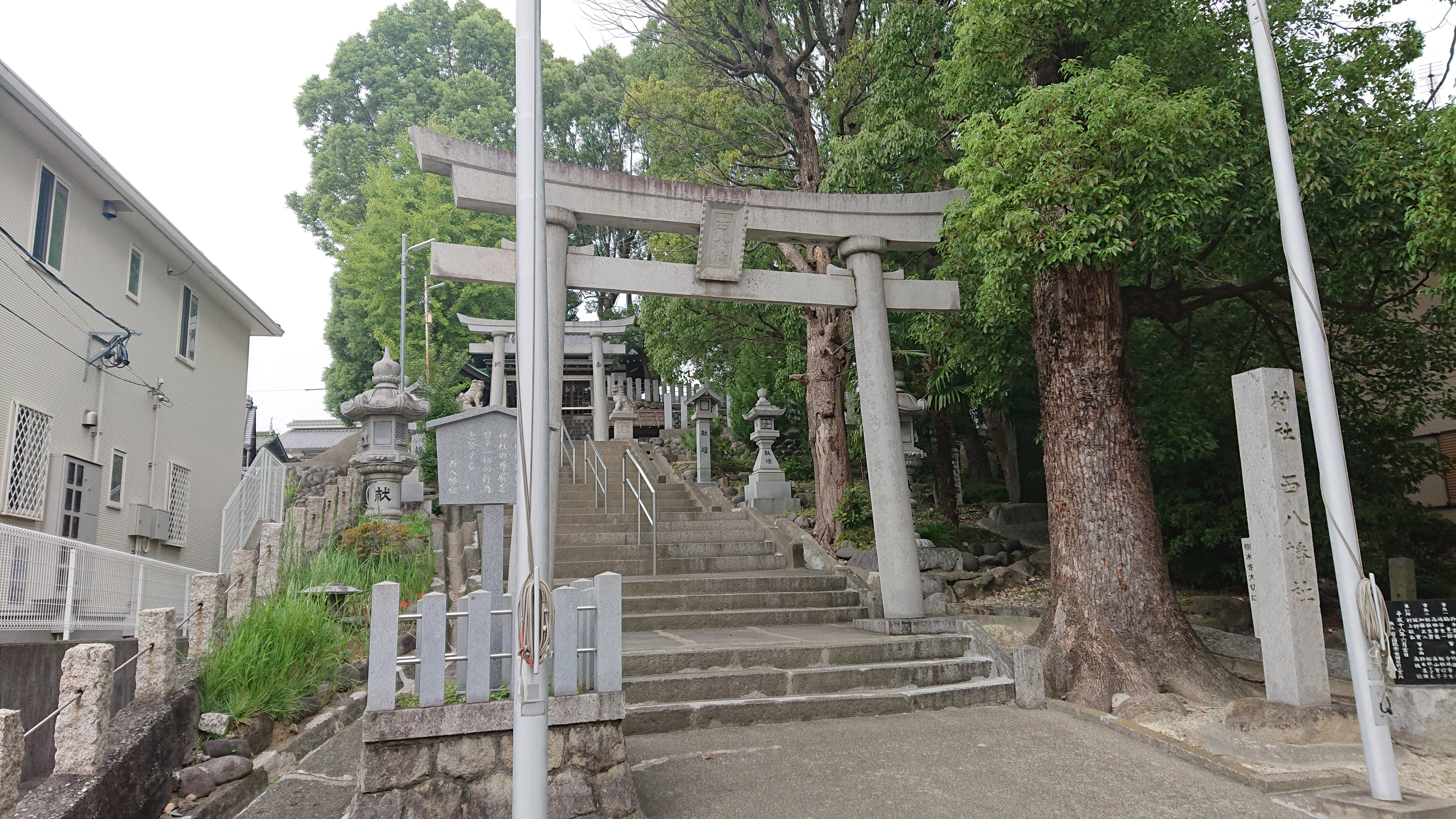
西八幡社
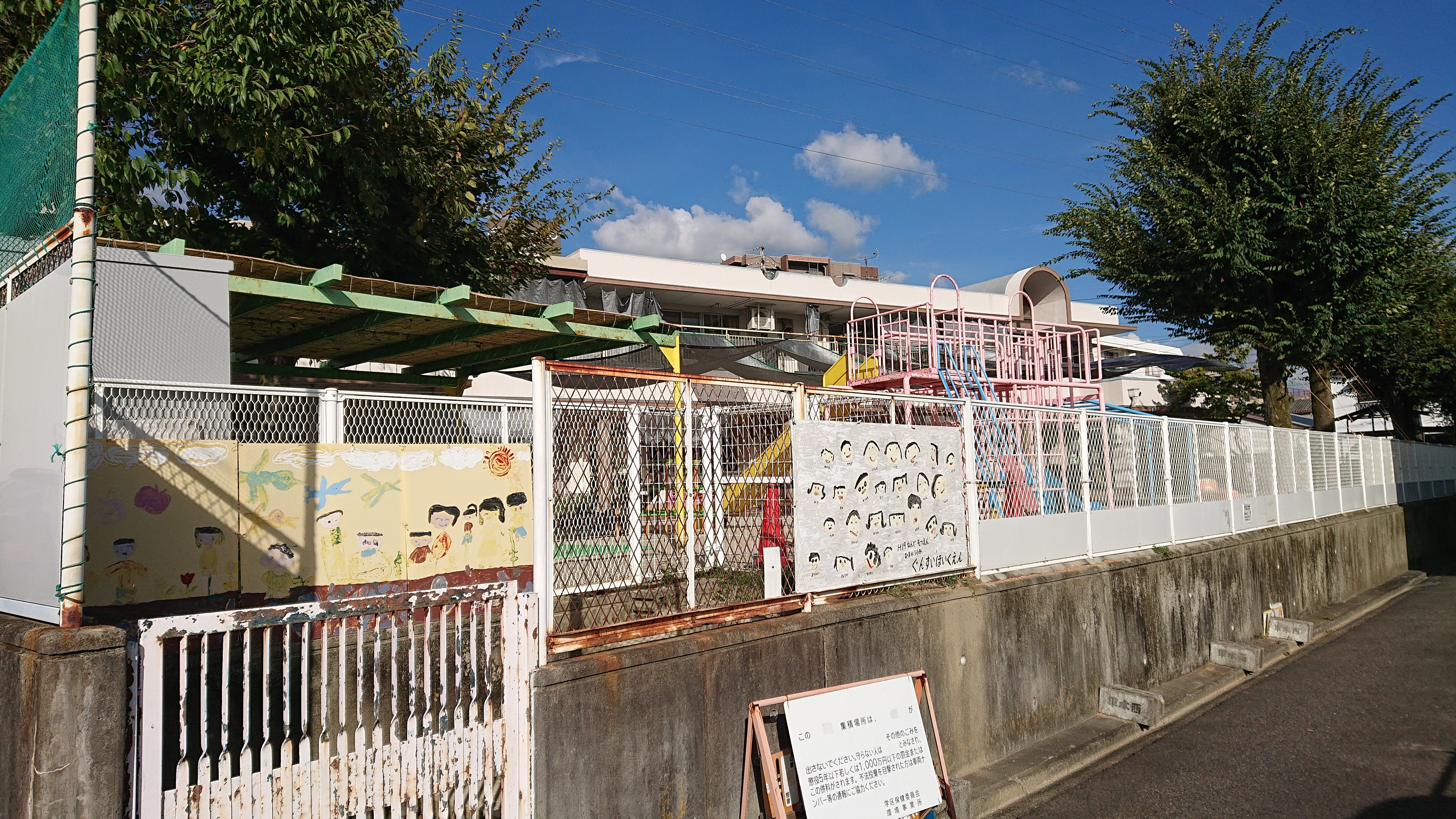
軍水保育園

## 史蹟
- 袈裟襷文銅鐸発見地[20]

1870年（明治3年）、現在の2丁目にあたる地域において行われた道路改修工事において、袈裟襷文銅鐸1点および土器片が発見された。出土した銅鐸は辰馬考古資料館に所蔵され、現地には名古屋市立中根小学校に実物大の複製品が残されるのみである。
- 井守塚古墳[7]

直径15m・高さ2.5m程度の円墳。

## その他

### 日本郵便
- 郵便番号 : 467-0059[4]（集配局：瑞穂郵便局[21]）。